# Роздільна здатність (комп'ютерна графіка)
Розді́льна зда́тність зобра́ження, дрібність, роздільність (використання слова розширення є хибним перекладом англ. resolution) — величина, що визначає кількість пікселів на одиницю площі (або одиницю довжини). Термін зазвичай застосовується до цифрових зображень, хоча його можна застосувати, наприклад, для опису рівня грануляції фотоплівки, фотопаперу чи іншого фізичного носія зображення. Вища роздільна здатність, або дрібність зображення означає, що воно детальніше, має більшу кількість деталей.
Іншою важливою характеристикою зображення є глибина кольору.

## Види роздільної здатності
Потрібно розрізняти:
- роздільна здатність цифрового зображення;
- роздільна здатність екранного зображення;
- роздільна здатність друкованого зображення.

### Роздільна здатністьцифрового зображення
Вимірюється у точках на дюйм (dpi — dots per inch) і залежить від вимог до якості зображення та розміру файлу, способу оцифрування або методу створення готового зображення, вибраного формату файлу та інших параметрів. Зрештою, чим вищі вимоги до якості зображення, тим більшою має бути роздільна здатність зображення.

### Роздільна здатність екранного зображення
Елементарну точку растра екранного зображення називають пікселем. Розмір пікселя коливається в залежності від вибраної екранної роздільної здатності, роздільної здатності оригіналу й масштабу відображення. Монітори можуть мати роздільну здатність 640х480, 800х600, 1024х768, 1600х1200 і вищу. Відстань між сусідніми точками люмінофора в якісному моніторі становить 0,22-0,25 мм. Для екранного зображення достатньо роздільної здатності 72 точки на дюйм (72 dpi).

### Роздільна здатність друкованого зображення
Розмір точки растрового зображення залежить від застосованого методу та параметрів растеризації оригіналу. При растеризації на оригінал накладається сітка ліній, комірки якої утворюють елемент растра. Частота сітки растра вимірюється числом ліній на дюйм (lpi — lines per inch) і називається лініатурою. Розмір точки растра розраховується для кожного елементу і залежить від інтенсивності тону в цій комірці. Якщо у растрі є абсолютно чорний колір, тоді розмір точки растра збігається з розміром елементу растра (100% заповненість). Для абсолютно білого кольору заповненість становить 0%. На практиці заповненість коливається у межах 3-98%.
Всі точки растру мають однакову оптичну щільність, що наближується до абсолютно чорного кольору. Ілюзія темнішого кольору створюється внаслідок збільшення розмірів точок і скорочення проміжкового поля між ними при однаковій відстані між центрами елементів растра. Такий метод називається растрування з амплітудною модуляцією.
При застосуванні методу з частотною модуляцією, інтенсивність тону регулюється зміною відстані між сусідніми точками однакового розміру, тобто в комірках растра з різною інтенсивністю тону знаходиться різне число точок. Зображення, растровані за частотно-модульним методом, якісніші, оскільки розмір точок мінімальний.
При методі стохастичного растрування, враховується число точок, необхідне для відображення потрібної інтенсивності тону у комірці растра. Згодом, ці точки розташовуються всередині комірки на відстані, що підраховується квазівипадковим методом. Зображення не має регулярної структури растра всередині комірки. Такий спосіб потребує великих трат обчислювальних ресурсів і високої точності поліграфічного устаткування, тому застосовується лише для художніх робіт.

## Глибина кольору
Характеризує максимальне число кольорів, які використані у зображенні. Існує декілька типів зображень із різною глибиною кольору:
- чорно-білі;
- з відтінками сірого;
- з індексованими кольорами;
- повноколірні;

### Чорно-білі зображення
На один піксель зображення відводиться 1 біт інформації — чорний та білий. Глибина кольору — 1 біт.

### Зображення з відтінками сірого
Піксель сірого зображення кодується 8 бітами (1 байтом). Глибина кольору — 8 біт, піксель може приймати 256 різних значень — від білого (255) до чорного (0 яскравості).

### Зображення з індексованими кольорами
Перші кольорові монітори працювали з обмеженою колірною гамою (16, згодом 256 кольорів). Такі кольори називаються індексованими і кодуються 8 або 16 бітами у вигляді колірних таблиць. В такій таблиці всі кольори вже визначені і можна використовувати лише їх.

### Повноколірні зображення
Глибина кольору не менше як 24 біти, що дає можливість відтворити понад 16 мільйонів відтінків. Повноколірні зображення називаються True Color (правдивий колір). Бітовий обсяг кожного пікселя розподіляється за основними кольорами обраної колірної моделі, по 8 бітів на колір. Колірні складові організуються у вигляді каналів, спільне зображення каналів визначає колір зображення. Повноколірні зображення на відміну від вище розглянутих є багатоканальними і залежать від колірної моделі (RGB, CMY, CMYK, Lab, HBS), які різняться за глибиною кольорів і способом математичного опису кольорів.

### Інтенсивність тону
Поділяється на 256 рівнів. Більше число градацій не сприймається людським оком і є надлишковим. Менша кількість погіршує сприйняття інформації (мінімальним є 150 рівнів). Для відтворення 256 рівнів тону достатньо мати розмір комірки растра 16х16 точок.

## Інтернет-ресурси
- Bildauflösungen u. a. Berechnung PAL
- Web-Anwendung zur Berechnung der DPI/PPI von Computermonitoren (englisch)